# Universidad del Este
La Universidad del Este (Eastern University en idioma inglés) es una universidad privada bautista, ubicada en St-Davids en los suburbios de Filadelfia, en Pennsylvania, Estados Unidos de América. Ella está afiliada a las Iglesias Bautistas Americanas USA.

## Historia
La universidad tiene sus orígenes en la fundación del Seminario Teológico Bautista del Este (Eastern Baptist Theological Seminary) en 1925 en Filadelfia (Filadelfia) por seis ministros bautistas conservadores de la American Baptist Publication Society. En 1932, se fundó un departamento colegiado. En 1952, se independizó del seminario y se trasladó a St-Davids en los suburbios de Filadelfia, como Eastern Baptist College. En 2001 se convirtió en universidad. Para el curso 2020-2021 contó con 3,504 alumnos.

## Membresías
Es miembro de las Iglesias Bautistas Americanas USA.